# Estación María Grande
María Grande es una estación de ferrocarril ubicada en la localidad de María Grande del Departamento Paraná en la Provincia de Entre Ríos, Argentina. 

## Servicios
Se encuentra precedida por la Estación Sosa y le sigue Estación El Pingo en donde emplama con el ramal Paraná-Federal.